# Творець людей
«Творець людей» (англ. The People Maker, спершу англ. A for Anything, Натисність В для всього) — науково-фантастичний роман американського письменника Деймона Найта. Вперше опублікований у 1959 році під назвою «Творець людей» за мотивами оповідання, випущеного у листопаді 1957 року у випуску «Фентезі & Сайнс фікшн». Потім Найт переглянув текст, який був опублікований Берклі в 1961 році та назвав його «A for Anything».
Автор у романі пише про наслідки винаходу надзвичайного пристрою «Гісмо», який може дублювати будь-що — навіть інший «Гісмо». Оскільки всі матеріальні об'єкти стали по суті безкоштовними, єдиним товаром, що має вартість, стає людська праця, що призводить до узаконення рабства.

Деймон Найт так висловився про цей роман:
"Я вибрав розмножувач матерії, тому що вважав, що інші автори погано з ним справлялися".

## Сюжет
Анонімний винахідник створив пристрій «Гісмо», схожий на терези, здатний скопіювати будь-яку річ без видимих витрат ресурсів. Він розсилає копії пристрою поштою сотні випадкових людей. Серед них — президент банку, що отримує посилку з «Гісмо» та інструкцією. Згодом агент ФБР під прикриттям отямлюється після бійки з винахідником і бачить як цивілізація зазнає краху. Власники створюють усі матеріальні блага, яких забажають, навіть нові «Гісмо». Винахідник пристрою переховується на острові Лам у Південній Каліфорнії. За кілька днів серед хаосу постає воєначальник, який будує новий лад, відновивши рабство, оскільки лише людська праця має цінність у світі, де можна створити що завгодно.
Дія переноситься у 2149 рік. Після епохи воєн суспільство дуже змінилося, «Гісмо» перебувають у власності невеликої групи заможних людей, доступ до них обмежений. Решта населення перебувають у рабстві. Дік Джонс, син керівника міста Бакгілл у Пенсільванії, досягає повноліття, і його збираються відправити в Іглз у Скелястих горах, для військової підготовки. Джонс розпещений, імпульсивний, запальний. З книги він дізнається, що і Іглс дітей панівної касти готують бути ефективними рабовласниками. Перед тим, як покинути дім, він ображає кузена, який потім викликає Діка на дуель. Дік виходить переможцем і вбиває його. Наступного ранку Діку доводиться приховано покинути Поконос, щоб уникнути покарання.
Джонс прибуває в Іглс, заможне місто, побудоване на горі, де проходить ініціації. Джонс на свій подив дізнається, що тут копіюють не лише речі, а й рабів, яких припадає по 300 на кожну вільну людину (в Бакгіллі по 50). Найпокірніші та найздібніші раби скопійовані сотні разів, на чому тримається процвітання міста. При цьому хазяї ставляться до них, як до предметів. Наприклад, легко вбивають групу рабів, щоб спостерігати за їхньою смертю задля розваги по телебаченню. Всі раби, крім найкращих, повинні гинути у віці близько 30 років.
Батько Джонса в Бакгіллі натякає на те, що раби планують повстати. У Іглс Джонс знайомиться з таємним товариством, яке обговорює переваги рабської культури та планує революцію за участі незадоволеного члена правлячої родини. Зокрема, проблемою є те, що в місті з часу його заснування майже не розвивалася наука.
Та перш ніж товариство починає революцію, раби повстають, убиваючи більшість вільних громадян в Іглсі та Бакгіллі, включаючи родину Джонса. Тому Джонс змушений вибирати між вірністю родичам і прагненням покращити суспільство. Зрештою він вирішує виступити проти рабів, щоб посісти в Бакгіллі місце свого батька, стаючи його своєрідною копією.